# قره يوسف
سُلطَانُ سَلَاطِينِ التُركِ أَبُو نَصرٍ جَمَالُ الدِّينِ قَرَه يُوسُف نُويَان بنُ مُحَمَّد بَرَانِي (بالأذرية القديمة: سُلطانِ سَلاطینِ التُرک ابُونَصر جَمالِ الدِین قَارا یُوسُف نویَان بن مُحَمَد بَارانِی، وبالأذرية الحديثة: Sultani-səlatin ət-türk Əbu Nəsr Qara Yusif Noyon ibn Məhəmməd Barani) (760هـ - 12 ذو القعدة 823هـ المُوافق فيه 1356م - 17 تشرين الثاني (نوفمبر) 1420م) المعروف اختصارًا بـ«قره يوسف» (بالأذرية القديمة: قارا يوسف، بالأذرية المعاصرة: Qara Yusif) هو مؤسس ملكيَّة قره قويونلو «الأغنام السوداء التركمان» التي حكمت أذربيجان والأناضول والقوقاز وأجزاء من إيران والعراق ودام مُلكُها لما يُقارب قرنًا من الزَّمن إلى أن انقضى أجلها مع قيام دولة آق قويونلو «الأغنام البيضاء التركمان».

## الصعود إلى سدة الحكم
بعد وفاة والده في تمرد بير حسن، اجتمع شيوخ قره قويونلو لاختيار شقيقه خوجة مصر، ولكن ساد قره يوسف الأكثر نشاطًا في الخلافة. أقام تحالفًا قصير المدى مع قره عثمان ضد بير حسن وسحق قواته. 

## بداية حكمه
في بداية حكم قره يوسف، أقامت عائلة قره قويونلوتحالفًا مع سلالة الجلائريين في بغداد وتبريز ضد آق كويونلو. ومع ذلك، سرعان ما تم القبض عليه وسجنه في سوشيهري. لم يمض وقت طويل على إطلاق سراحه بعد أن دفعت عمته تتار خاتون فدية لقره يولوق. وسرعان ما تعرض الجلائريون وقره كويونلو للتهديد من قبل التيموريين من الشرق. في عام 1393، غزا تيمور بغداد، وبعد 3 سنوات عين ابنه ميران شاه نائبًا للملك لأذربيجان. في عام 1394، سجن تيمور خوجا مصر وأرسله إلى سمرقند.
من خلال التعاون على قدم المساواة مع السلطان أحمد جلائر ضد التيموريين، ضمنت قره يوسف استقلال قره قويونلو.

## الغزو التيموري
بدأ التيموريون حملة أخرى عام 1400 وهزموا كلا من قره قويونلو والجلايريين. هرب كل من قره يوسف والسلطان أحمد جلائر ولجأوا إلى المماليك أولاً، ثم السلطان العثماني بايزيد الأول. في عام 1402 عادوا مع جيش. ومع ذلك، بمجرد استعادة السيطرة على بغداد، تشاجروا، وطرد قره يوسف السلطان أحمد جلائر من المدينة. لجأ السلطان أحمد جلائر إلى الناصر زين الدين فرج سلطان مصر المملوكية، لكنه سجنه خوفًا من تيمور. في عام 1403 هزم التيموريون قره يوسف في معركة قناة الغامي وطردوه من بغداد مرة أخرى، وقتلوا أيضًا شقيقه يار علي  مما جعله يطلب اللجوء في دمشق التي كان يحكمها المماليك.
وسرعان ما سُجن كلاهما بأمر من السلطان المملوكي الناصر زين الدين فرج. وجدد الزعيمان معا في السجن صداقتهما، حيث اتفقا على أن يحتفظ السلطان أحمد جلائر ببغداد بينما يحتفظ قره يوسف بأذربيجان. كما تبنى أحمد بيربوداغ ابن قره يوسف. عندما توفي تيمور في عام 1405 أطلق سراحهما ناصر الدين فرج. ومع ذلك، وفقًا لفاروق سومر، تم إطلاق سراحهم بناءً على أوامر من والي دمشق المتمرد - الشيخ محمود. 
قره يوسف، بعد أن عاد من المنفى في مصر وعاد إلى الأناضول. أجبر حاكم تيمور في وان عزالدين شير على الخضوع، أثناء القبض على ألتامش، نائب الملك الآخر الذي نصبه تيمور وإرسله إلى برقوق.  انتقل بعد ذلك إلى أذربيجان. انتصر على التيموري أبو بكر في معركة نخجوان في 14 أكتوبر 1406 وأعاد احتلال تبريز. في عام 1407 أغار على جورجيا وأخذ 15000 سجينًا وقتل جيورجي السابع. حاول أبو بكر ووالده ميران شاه استعادة أذربيجان، ولكن في 20 أبريل 1408، ألحق قره يوسف بهزيمة ساحقة بهم في معركة ساردرود التي قُتل فيها ميران شاه. هذه المعركة، وهي واحدة من أهم المعارك في تاريخ الشرق، أبطلت نتائج غزوات تيمورلنك في الغرب.
في خريف 1409، دخل تبريز وأرسل مجموعة مداهمة إلى شروان، ولا سيما شاكي، والتي كانت غير مثمرة. تم إرسال قوة غزو أخرى للاستيلاء على السلطانية وقزوين تحت قيادة بسطام بك. في نفس العام، سار إلى الأناضول وخلع صالح شهاب الدين أحمد، وبذلك أنهى حكم سلالة ماردين الأرتقيين.  وعوضا لذلك تزوج من ابنة يوسف وأرسل لحكم الموصل.

## هزيمةالجلائريين
بعد ترسيخه كحاكم لأذربيجان وعاصمتها تبريز، سقط قره يوسف في مواجهة حليفه السابق السلطان أحمد جلائر.  حاول السلطان أحمد جلائر الاستيلاء على أذربيجان، لكنه هُزم بالقرب من تبريز في 30 أغسطس 1410. تم القبض عليه وأجبر على التنازل عن العرش لصالح بيربوداغ (ابن قره يوسف البالغ 7 سنوات) وتعيين شاه محمد (ابن آخر لقره يوسف) محافظًا لبغداد. تم إعدامه في اليوم التالي مروراً بالعراق في يد قره يوسف بعد أن حثه بسطام بك. أعلن قره يوسف ابنه «سلطانًا» وتوجه عام 1411، إلا أنه كان لا يزال في منصب الوصي على العرش.   

## حكم في وقت لاحق
ولتعزيز حكمه، سار على شيروان، حيث كان إبراهيم الأول حاكم شيروان شاه، التابع التيموري المخلص، لا يزال سائداً. هزمت القوات المشتركة لقسطنطين الأول وإبراهيم وسيد أحمد أورلات (حاكم شاكي) في معركة شالاغان عام 1412. وفي وقت لاحق، ألغى حكم سلطانية من بسطام بيك وأعطاه لجهان شاه عام 1415. هزم قرة عثمان مرارًا وتكرارًا عام 1417 وفي 20 سبتمبر 1418.  كما اقتحم عينتاب التي كانت آنذاك تحت الحكم المملوكي ردا على منحهم حق اللجوء لقره عثمان.
في أكتوبر 1418، توفي ابنه والسلطان الاسمي بيربوداغ، مما ترك قره يوسف في حزن لعدة أيام. حاول تشكيل تحالف مناهض للتيموريين مع محمد الأول عام 1420 دون جدوى. وفقًا لغياث الدين نقاش - المبعوث التيموري إلى الصين المينغية، أرسل أيضًا مبعوثًا إلى إمبراطور يونغلي في نفس الوقت تقريبًا.

## وفاته
توفي وهو في طريقه لمحاربة شاه رخ (الذي طلب استسلامه) في 17 نوفمبر 1420. وفقًا لـكتاب «منشآت السلاطين» لأحمد فريدون بك وكتاب فتح نامه لشاه رخ تم إرسال خزنته إلى محمد الأول مباشرة بعد وفاة قره يوسف والتي سرقت من قبل أبناء أخيه قزان بك (ابن خوجة مصر) وزينال بك واقتيدت إلى أفنيك. وانسحب شاه محمد وقره إسكندر إلى كنجة وبردا. بينما أخذ جهان شاه جثة والده ليدفن في بلدة أجداده إرجيش. 

## ما بعد الكارثة
توفي قره يوسف في ديسمبر 1420، حاول شاه رخ ميرزا أخذ أذربيجان من نجل قرة يوسف قرة إسكندر، مستخدمًا حقيقة عدم وجود أي من أبنائه مع والده. على الرغم من هزيمة إسكندر مرتين في 1420-1421 و 1429، إلا أنه في الحملة الثالثة لشاه رخ ميرزا في 1434-1435 نجح التيموريون، عندها عهد بالحكومة إلى شقيق إسكندر، جهان شاه كتابعًا له. 

## عائلته
كان متزوجا من ابنة مانويل الثالث ملك طرابزون. وكان متزوجا أيضا من حفيدة تيمور، ابنة أبو بكر، ابن ميران شاه. بعد وفاة قره يوسف، زوّجها شاه رخ إلى خليل الله الأول ملكشروان. 

### الأبناء
- بيربوداغ (1403 - 1418)
- شاه محمد - والي بغداد
- قره إسكندر
- جهان شاه - والي سلطانية
- أبو سعيد - والي أرزينجان ج. 1420
- أمير اصفهان - والي بغداد

### البنات
- ابنة غير معروف اسمها متزوجة من شمس الدين - أمير بدليس

## أنظر أيضا
- قائمة حكام قراقويونلو

| سبقه Qara Mahammad | قائمة حكام قراقويونلو 1410 – 1420 | تبعه Qara Iskander |